# Iveco Daily Citybus
Iveco Daily Citybus/Minibus — городской автобус особо малой вместимости, производимый итальянской компанией Iveco S.p.A. с 1990 года.
Выпускается на шасси Iveco Daily 45S17 и 55C17. Кроме обычных городских автобусов, производились также школьные автобусы.
Автобус оснащён дизельным двигателем внутреннего сгорания Iveco FPT F1C DS. Мощность двигателя составляет порядка 170 л. с. при 3500 об/мин, крутящий момент — 400 Н*м.
Модификации автобусов отличаются длинами и вместимостью. Вместимость Iveco Daily 45S17 составляет 14 мест, тогда как вместимость Iveco Daily 55C17 составляет 19 мест.
Внешне автобусы Iveco Daily Citybus аналогичны микроавтобусам Iveco Daily. Отличия заключаются в окнах, отсутствии задней двустворчатой распашной двери и использовании автоматической выдвижной двери. Автобус оборудован системой кондиционирования. Также присутствует магнитола. В салоне автобуса люкс-класса пол покрыт ковром, стены оклеены бархатом.
Двигатели автобуса оснащены сажевым фильтром DPF. В стандартную комплектацию входят:
- ESP 9;
- ABS, EBD, ASR;
- MSR;
- ESP, HBA, Hill Holder;
- BAC;
- TSM;
- DRH;
- RMI и ROM.

Автобусы Iveco Daily Citybus также производятся в Китае дочерней компанией Naveco, в Испании компанией Pegaso, в Сербии под названием Zastava Rival, в Бразилии, Венесуэле, Аргентине и России компанией Северсталь.
Во Франции автобус производился компанией Irisbus под названиями Irisbus Daily и Irisbus Cacciamali Urby.

## Галерея

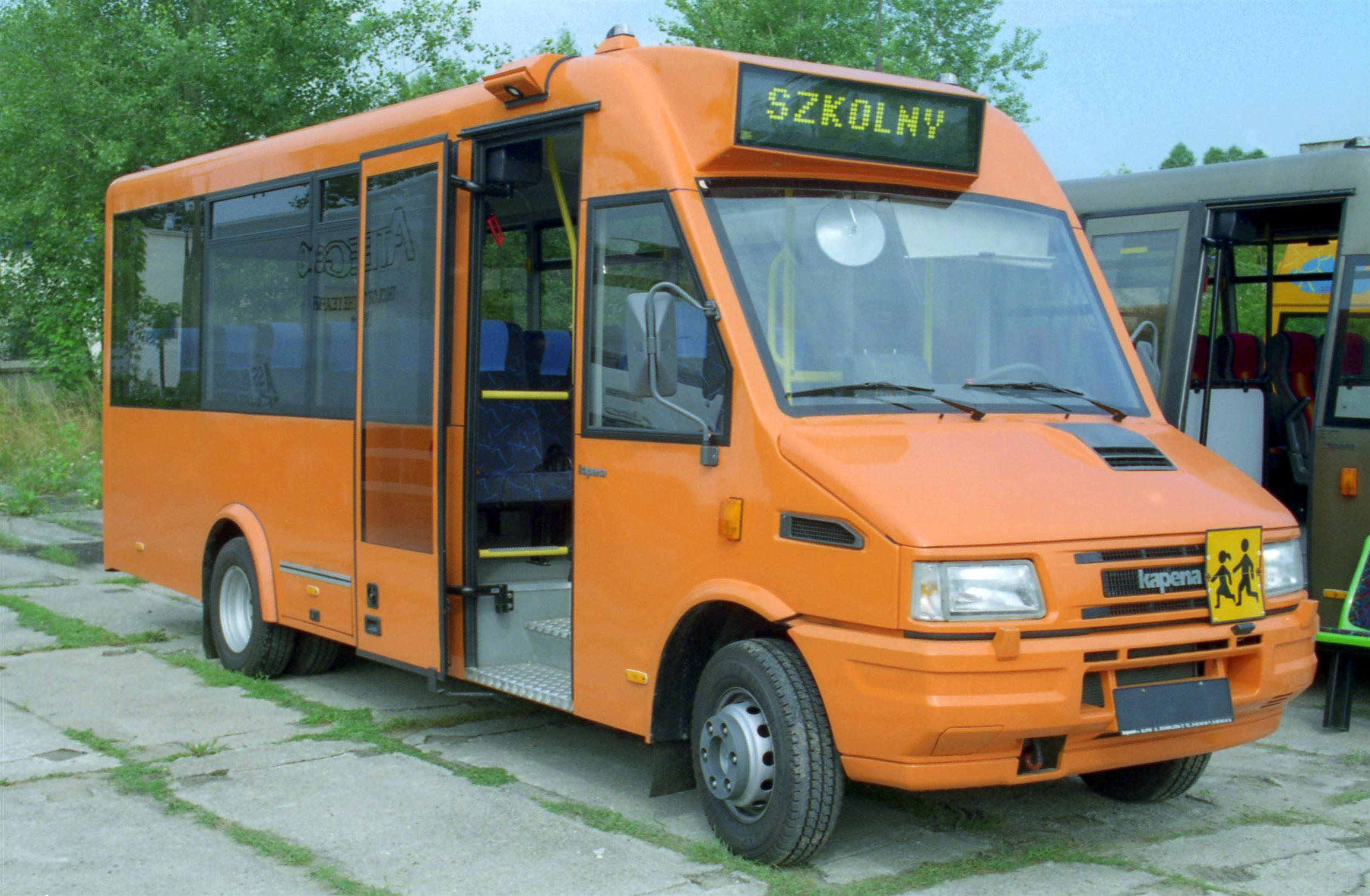
Школьный автобус
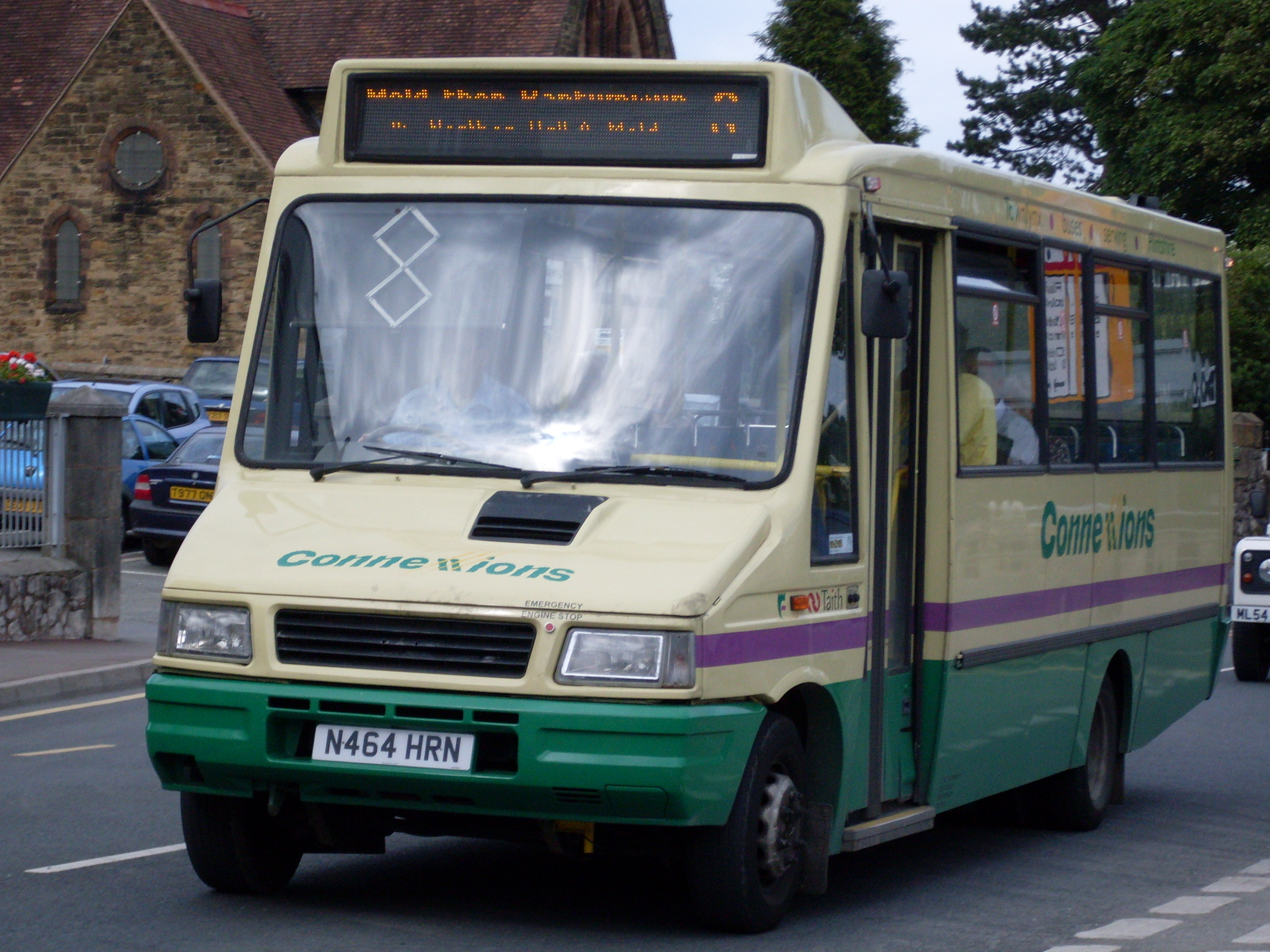
Городской автобус в Великобритании
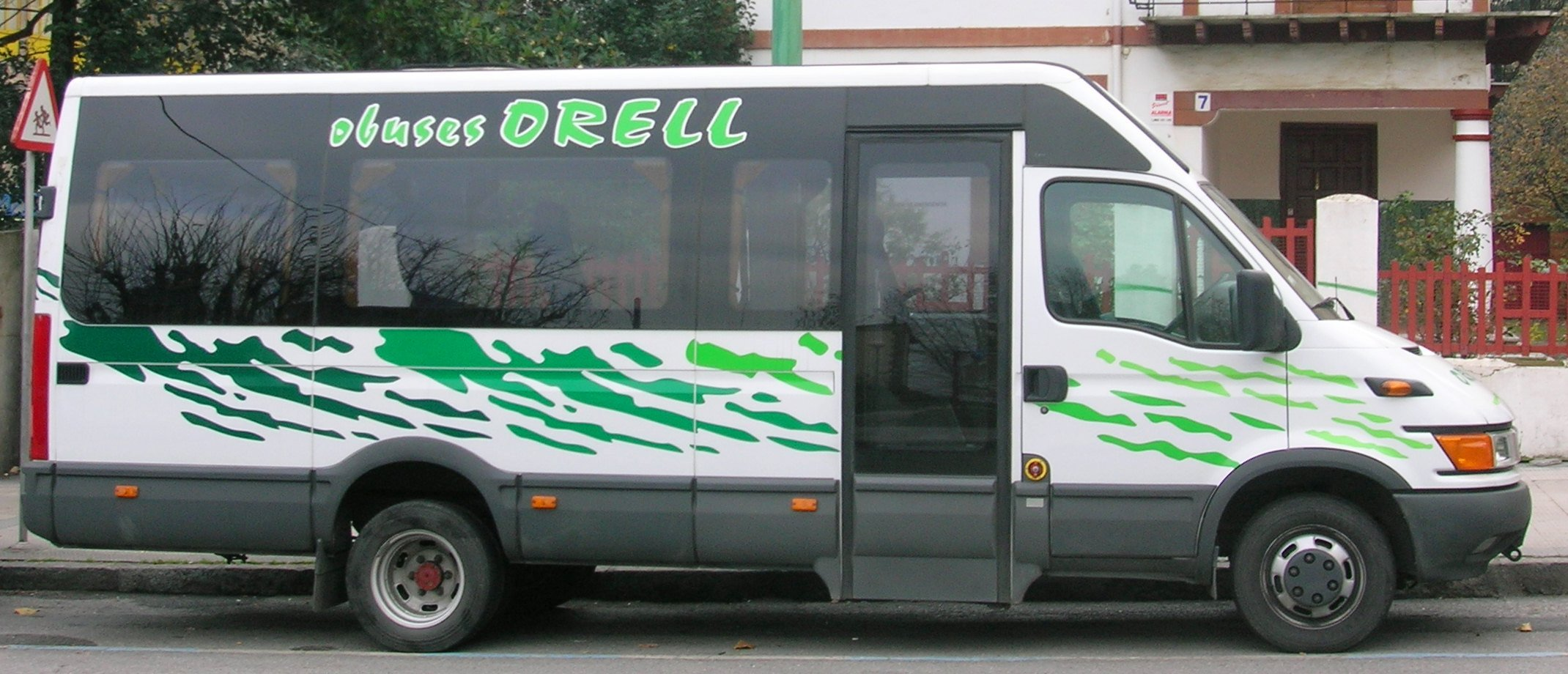
Iveco Daily Minibus
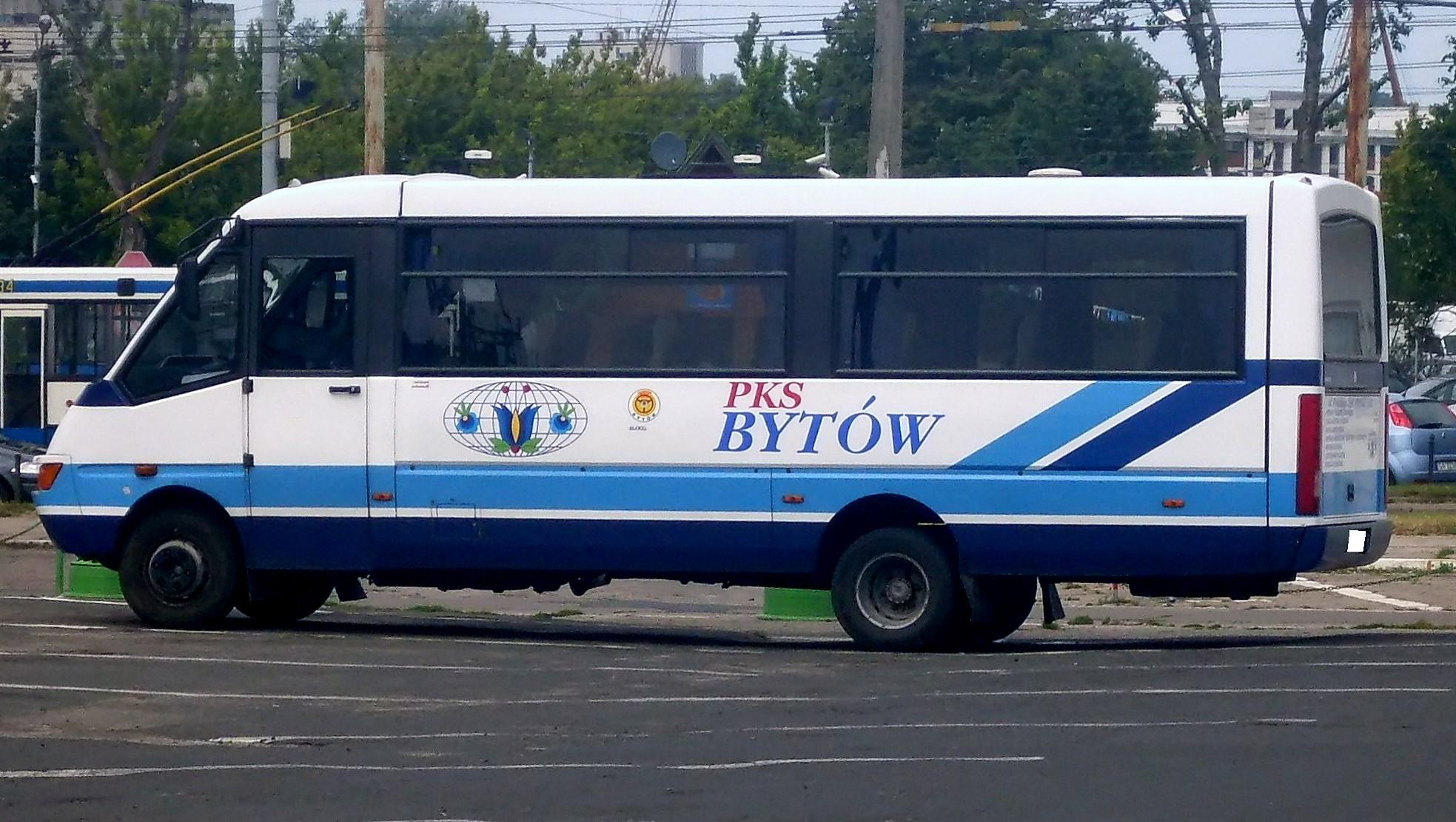
Iveco Daily Minibus
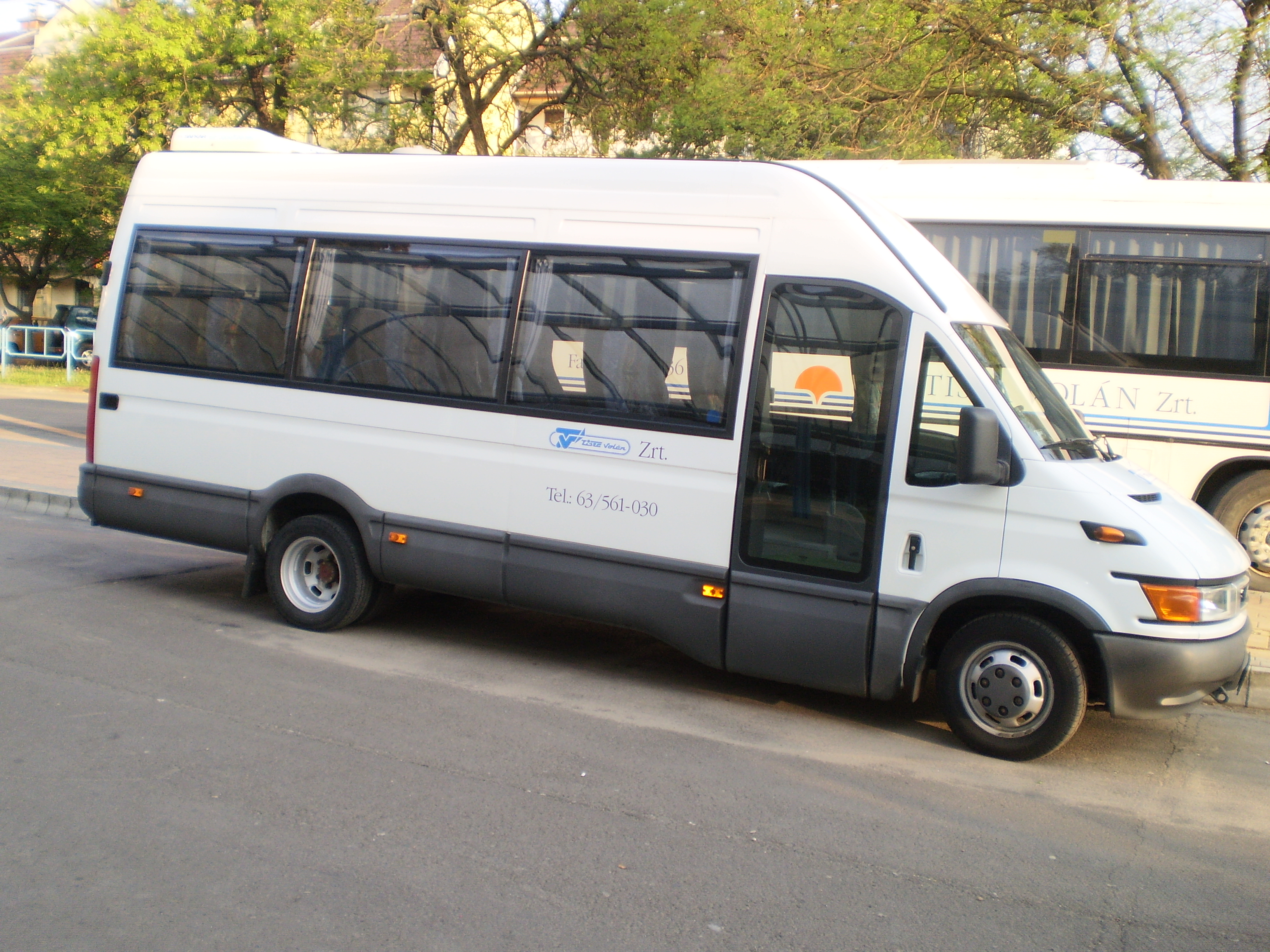
Iveco Daily Minibus
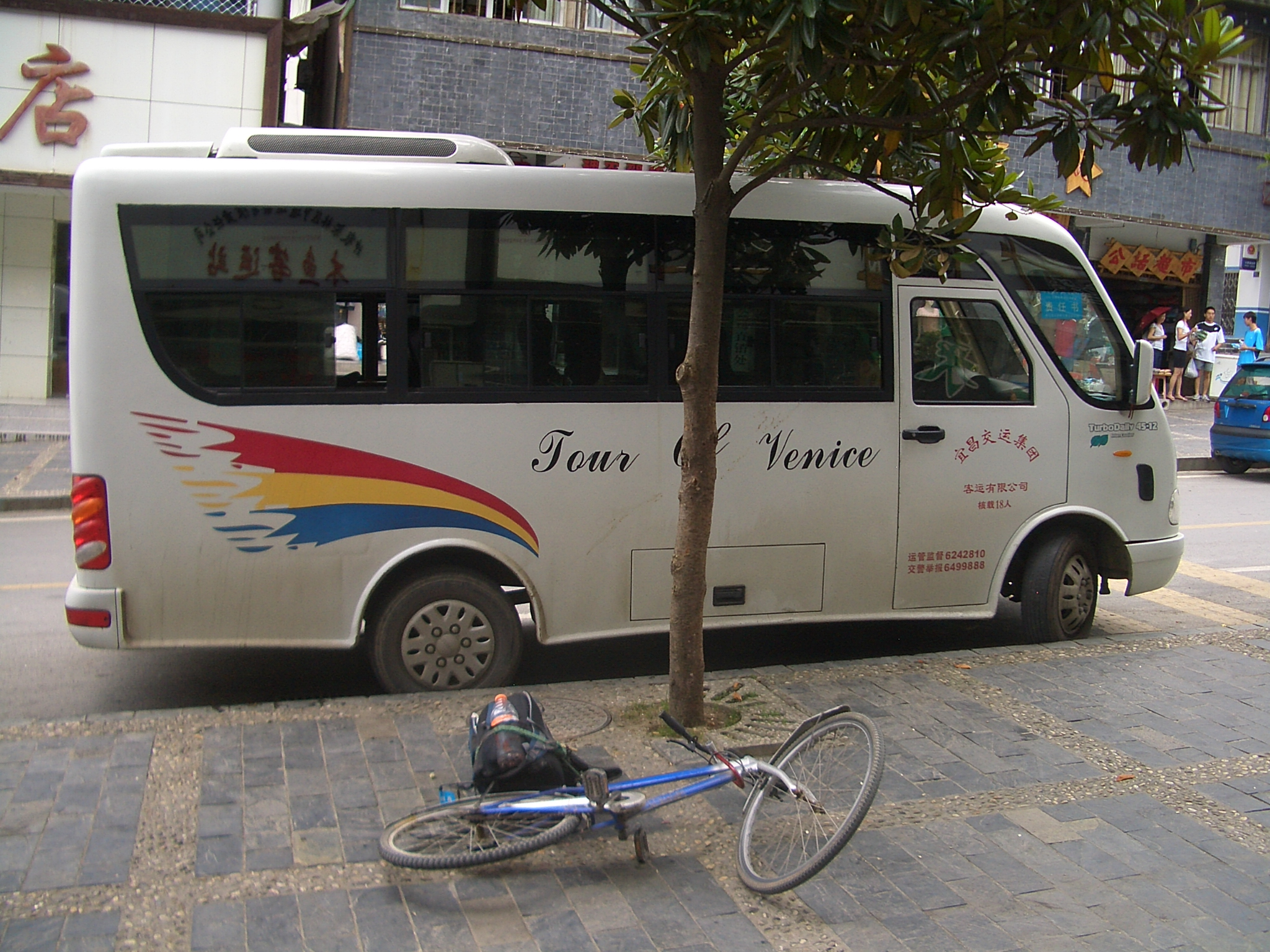
Iveco Daily Minibus в Китае
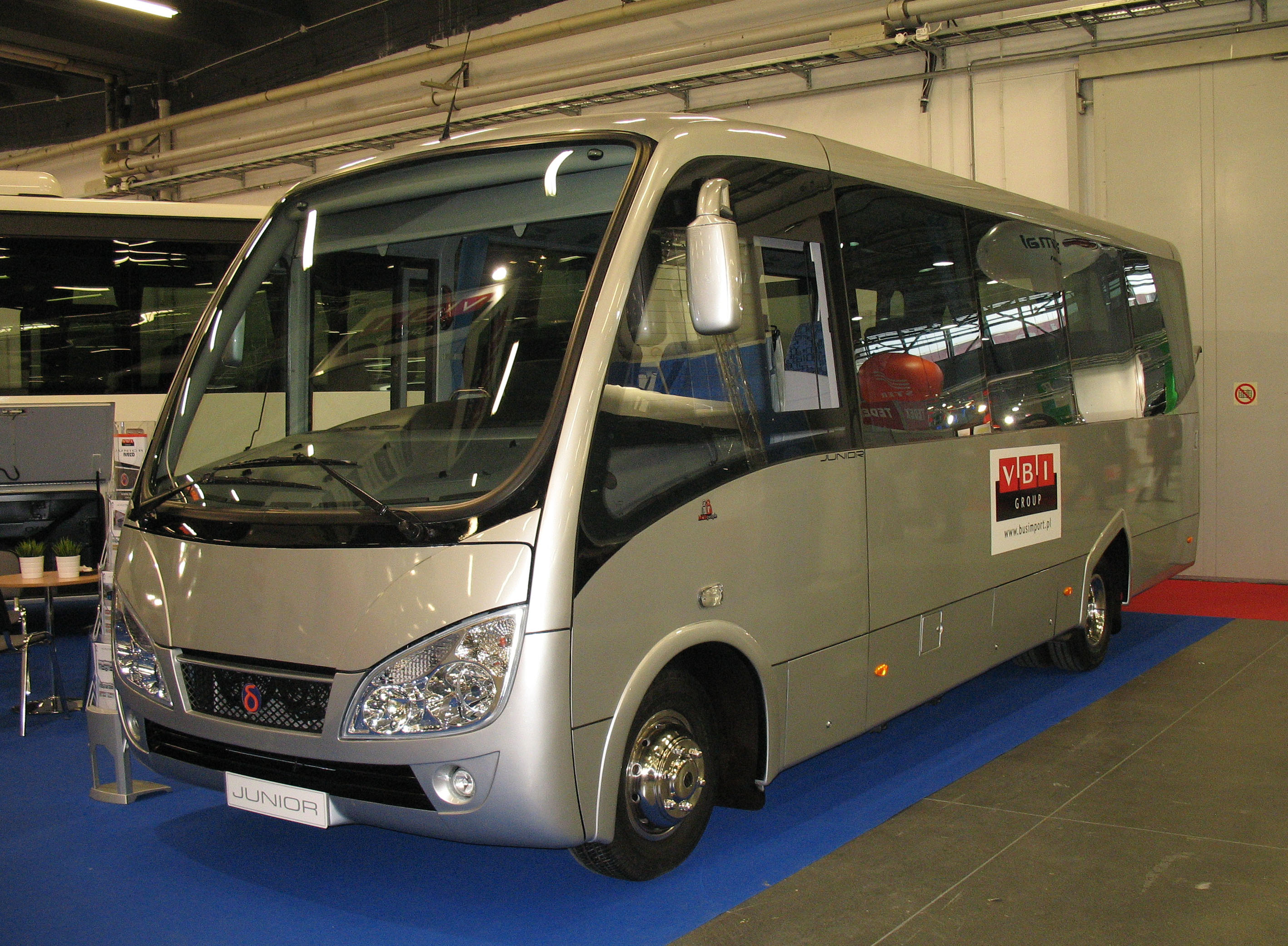
Delta Junior